# Gerard Anderson
Gerard Anderson (voller Name Gerard Rupert Lawrence Anderson; * 15. März 1889 in Brentford, Vereinigtes Königreich; † 7. November 1914 in Ypern, Belgien) war ein britischer Hürdenläufer.
Gerard Anderson, bekannt unter seinem Spitznamen Laurie, besuchte das Eton College. Im Gegensatz zu seinem Bruder Arthur, wie Gerard ein Leichtathlet, der auf die Universität von Cambridge ging, besuchte Gerard die Universität von Oxford.
Anderson wurde drei Mal britischer Amateurmeister über 120 Yards Hürden (1909, 1910 und 1912). Er wurde in die britische Auswahl für die Olympischen Spiele 1912 in Stockholm berufen. Durch seine Leistungen galt er als leicht favorisiert. Im Vorlauf konnte sich Anderson schonen. Der Modus beim olympischen Wettkampf sah vor, dass pro Vorlauf die beiden ersten Athleten ins Halbfinale einzogen. In acht von elf Vorläufen starteten jedoch nur zwei Athleten (in einem Vorlauf sogar nur einer), die sich damit direkt qualifizieren konnten. Anderson lief im zweiten Vorlauf zusammen mit dem US-Athleten John Eller. Da er nicht mit voller Kraft laufen musste, reichten ihm 18,6 s zum Weiterkommen. Im vierten von sechs Halbfinals, bei denen nur der Sieger ins Finale weiterkam, stürzte Anderson und schied aus.
Bei Ausbruch des Ersten Weltkrieges trat Gerard Anderson der britischen Armee bei. Als Second Lieutenant (vgl. mit Unterleutnant) wurde er im Oktober 1914 dem 3. Regiment des 1. Bataillons des Cheshirer Regiments zugeteilt. Das Regiment wurde nach Frankreich und Belgien geschickt und nahm dort an der Ersten Flandernschlacht teil. Am 7. November 1914 wurde Gerard Anderson bei Kämpfen in der Nähe von Ypern tödlich verwundet. Andere Quellen geben als Todestag den 9. November (u. a. SportsReference) und den 11. November an.